# Rene Herrera
Rene Gamarcha Herrera (* 24. April 1979 in Jordan) ist ein ehemaliger philippinischer Leichtathlet, der sich auf den Hindernislauf spezialisiert hat.

## Sportliche Laufbahn
Erste internationale Erfahrungen sammelte Rene Herrera im Jahr 2003, als er bei den Südostasienspielen in Hanoi in 8:50,78 min die Goldmedaille gewann. Bei den Halbmarathon-Weltmeisterschaften 2004 in Neu-Delhi erreichte er nach 1:15:06 h den 73. Platz. Im Jahr darauf wurde er bei den Crosslauf-Weltmeisterschaften 2005 in Saint-Étienne nach 13:42 min 128. und belegte anschließend bei den Asienmeisterschaften in Incheon in 9:03,87 min den achten Platz. Daraufhin siegte er bei den Südostasienspielen in Manila in 8:56,14 min erneut im Hindernislauf und gewann im 1500-Meter-Lauf in 3:50,89 min die Bronzemedaille hinter dem Myanmarer Aung Thi Ha und Hariyono aus Indonesien. 2006 nahm er erstmals an den Asienspielen in Doha teil und wurde dort nach 9:05,70 min Sechster. 
2007 kam er bei den Asienmeisterschaften in Amman nicht ins Ziel und gewann anschließend bei den Südostasienspielen in Nakhon Ratchasima in 8:54,21 min seine dritte Goldmedaille. Zwei Jahre später erreichte er bei den Asienmeisterschaften in Guangzhou in 9:07,91 min Rang elf und siegte daraufhin bei den Südasienspielen in Vientiane in 9:11,20 min. 2010 nahm er erneut an den Asienspielen in Guangzhou teil und belegte dort in 9:02,93 min den achten Platz, wie auch bei den Leichtathletik-Asienmeisterschaften 2011 in Kōbe nach 9:12,34 min. Anschließend siegte er bei den Südostasienspielen in Palembang in 8:52,23 min und kam im 5000-Meter-Lauf nicht ins Ziel. 2012 qualifizierte er sich für die Olympischen Spiele in London teil, verpasste dort aber mit 14:44,11 min über 5000 Meter den Finaleinzug. 2013 erreichte er bei den Südostasienspielen in Naypyidaw in 9:09,14 min den vierten Platz und 2015 erreichte er bei den Südostasienspielen in Singapur in 9:52,38 min Rang zehn und beendete damit seine aktive sportliche Karriere im Alter von 34 Jahren.

## Persönliche Bestzeiten
- 1500 Meter: 7:48,82 min, 30. November 2008 in Manila
- 3000 Meter: 8:37,54 min, 26. Mai 2002 in Manila
- 5000 Meter: 14:44,11 min, 8. August 2012 in London
- 3000 m Hindernis: 8:49,39 min, 28. April 2004 in Bangkok
- Halbmarathon: 28. März 2010 in Incheon